# 喜多方市美術館
喜多方市美術館（きたかたしびじゅつかん）は、福島県喜多方市にある美術館。

## 概要
1995年4月に開館した公立美術館で、喜多方市中心市街地の西部に位置する。周辺はカルチャーゾーンとして整備されており、喜多方プラザ文化センター、押切川公園体育館、野球場、喜多方蔵の里と隣接している。建物は蔵のまちである喜多方市の施設として、煉瓦蔵をイメージしてデザインされており、建物の一部には喜多方市で焼いた煉瓦を用いている。
喜多方市及び会津にゆかりのある芸術家の作品や、国内外の絵画・彫刻・工芸などを所蔵している。年に数回開催される館蔵展ではコレクションを公開しているほか、企画展も実施している。また、開館当初から開催している「ふるさとの風景展」は、福島県の公立美術館としては唯一の公募展である。
設置者は喜多方市で、管理運営は指定管理者の喜多方市ふるさと振興株式会社が行う。

## 建物概要
- 建物延床面積：586.76m2
- 建築面積 682.33m2
- 構造：木造一部RC造り瓦葺平屋建て

## 開館時間・休館日
- 開館時間
  - 午前10時～午後6時（展示室への入館は閉館の30分前まで）

- 入館料
  - 一般・大学・短大・専門学校生  300 円
  - 小・中・高校生　100 円
  - 身体障害者手帳、療育手帳、精神障害者保健福祉手帳を持っている場合は無料。それぞれ第1種または1級の場合は、付き添い1名も無料
  - 65歳以上75歳未満：150円
  - 75歳以上：無料

※特別企画展など、展覧会によって料金が異なる場合あり。
- 休館日
  - 毎週水曜日
  - 年末年始

※展示替えの時休館する場合あり。

## アクセス
- JR喜多方駅から約1.5km（徒歩20分、タクシーで5分）[10]。
- 磐越自動車道会津若松ICから会津縦貫北道路（自動車専用道路：無料）を利用して約19km（車で20分）[10]。
- 磐越自動車道会津坂下ICから約20km（車で20分）[10]。

隣接している喜多方プラザ文化センターの大駐車場を利用可能である。